# Albalophosaurus
Albalophosaurus ("ještěr od bílého hřebene", podle hory Hakusan, u které byl objeven) byl velmi primitivní rohatý dinosaurus (ceratops) nebo jen cerapodní ornitopod, žijící v období spodní křídy na území dnešního středního Japonska (souvrství Kuwajima).

## Popis
Holotyp sestává z kraniálních fosilií fragmentární lebky, objevených v sedimentech souvrství Itsuki. Přesné stáří nálezu ani jeho systematické zařazení nejsou dosud jisté. Typový druh A. yamaguchiorum byl formálně popsán v roce 2009. Délka tohoto menšího dinosaura činila asi 1,7 metru.

## Paleoekologie
V sedimentech skupiny Tetori byly objeveny také velké zuby dravého teropodního dinosaura, který mohl albalofosaury aktivně lovit.